# Т-24
Т-24 — перший серійний середній маневрений танк періоду між Першою і Другою світовими війнами випущений на Державному Харківському паровозобудівному заводі (ДХПЗ).
Робота над танком розпочалася наприкінці 1929, коли на заводі розроблявся танк Т-12. Інженери заводу бачили, що Т-12 був спроектований без врахування можливостей заводу-виробника. Тому вони на базі Т-12 самостійно спроектували новий танк, що отримав назву Т-24. У нього мало бути потужніше озброєння, вітчизняний двигун, надійна трансмісія та удосконалена ходова частина.
Керівництво галузі виступило проти цього проекту, вимагаючи працювати над удосконаленням Т-12. Військові підтримали конструкторів заводу, так як Т-12 не міг виконувати всіх завдань, які були їм потрібні.

## Конструкція
Зовні новий танк суттєво відрізнявся від свого попередника. Значно змінилася конструкція обох башт. Об'єм головної башти збільшився, що надало можливість покращити розташування озброєння та робочі місця екіпажу. Кулеметна башта мала додаткову нішу, в якій було розташовано кульову установку кулемета ДТ. Колоподібний люк з відкидною кришкою на даху башти надавав можливість командиру танка керувати діями підрозділу з кулеметної башти.
Товщина броні танка була різна, вертикальні лобові листи корпусу та башти мали товщину 22 міліметри, бортові листи корпусу — 20 мм, даху та днища — 8,5 мм. Така броня захищала танк від обстрілу великокаліберними кулеметами.
У двох паливних баках на надгусеничних полицях містилося 460 літрів пального, що давало запас ходу до 120 кілометрів.
У порівнянні з Т-12, екіпаж якого складався з чотирьох осіб (командир танка (він же обслуговував кулемет малої башти), командир башти, баштовий стрілець та механік-водій), у Т-24 з'явився додатковий стрілець лобового кулемета.
Корпус танка ділився на чотири відділення:
- Відділення управління у передній частині корпусу танка. В ньому були розташовані органи управління танком, частина боєкомплекту та робочі місця механіка-водія і стрільця лобового кулемета, який міг швидко заміни водія у разі його загибелі або поранення.
- Бойове відділення у центральній частині корпуса танка. У двох баштах перебували командир танка, командир башти та баштовий стрілець, знаходилась частина боєкомплекту. 45-мм гармата знаходилася в кульовій установці лівого лобового листа, праворуч — 7,62-мм кулемет ДТ. Інший кулемет знаходився у лівому борті башти. Командир башти керував механізмом повороту головної башти, одночасно він вогонь з кулемета ДТ. Баштовий стрілець обслуговував 45-мм гармату та другий кулемет.
- Моторне відділення було відокремлене від бойового відділення броньованою перегородкою. У ньому був встановлений вітчизняний авіамотор М-6. Також були розташовані обслуговуючі системи двигуна, бак для мастила та акумуляторна батарея.
- Трансмісія танка була розміщена в окремому відділенні на кормі танка. Вона складалася з головного фрикціону, планетарної коробки передач з подвійним диференціалом, двох бортових фрикційних муфт з стрічковими гальмами та двох одноступеневих бортових редукторів.

Ходова частина танка мала принципову схему Т-12. Проте її конструкція зазнала змін. У танка була нова гусенична стрічка. Новим був проект візка підвіски, напрямних та ведучих коліс. Напруга бортової мережі становила 12 вольт від генератора постійного струму потужністю 250 ват. Двигун запускався електричним стартером або пусковою рукояткою.

## Випробування
Наприкінці липня 1930 було виготовлено перші три екземпляри Т-24, один з них було терміново направлено до підмосковної Кубинки для порівняльних випробувань з Т-12.
На випробування 24 липня 1930 танк розвинув максимальна швидкість руху лише 22 км/год., проти 26 км/год. у Т-12. За рештою показників Т-24 суттєво не відрізнявся від Т-12. Наступного дня на танк встановили 45-мм гармату Соколова, яку було демонтовано з Т-12. 26 липня, під час руху танка на артилерійський полігон з боєкомплектом у 10 снарядів, сталася пожежа у моторному відділенні внаслідок займання пожеженебезпечного авіаційного двигуна М-6. Пожежу загасили, проте двигун потребував капітального ремонту. Військові випробування Т-24 були тимчасово припинені.

## Серійне виробництво
Рішення про серійний випуск Т-24 було прийнято ще до випробувань 27 березня 1930 у кількості 15 одиниць. Три танки у було виготовлено у липні, п'ять у серпні та сім у вересні 1930.
У 1930—1931 планувалося випустити 30 танків Т-24. Реально було виготовлено лише 24 танки, 25 броньованих корпусів, 26 башт та 28 комплектів ходової частини та трансмісії. Після чого серійне виробництво танків Т-24 було остаточно припинено.
Припинення випуску танка було пов'язане з тим, що керівництво Управління механізації та моторизації РСЧА запланувало випускати на заводі середній танк «ТГ» конструкції німецького інженера Е. Гроте. Цей танк мав потужніше озброєння, ніж Т-24. Воно складалося з 76,2-мм та 37-мм танкових гармат та чотирьох кулеметів. Крім того, в конструкції танка «ТГ» було запропоновано ряд новітніх технічних рішень. Договір про виробництво на ДХПЗ маневрених танків Т-24 так і не було узгоджено.
Попри намагання керівництва заводу продовжити випуск Т-24, ВРНГ СРСР у травні 1931 ухвалила рішення про виробництво на ДХПЗ танків БТ-2 («Крісті»).

## Використання
Танки Т-24 використовувалися як навчальні машини. 18 танків Т-24 отримав Харківський військовий округ у складі навчального танкового підрозділу. Один танк Т-24 був переданий до Військової Академії механізації та моторизації РСЧА. П'ять танків залишилися у розпорядженні полігону.
На початку 1938 року 22 танки Т-24 було передано до військових складів НЗ. Більшість з них мало несправні двигуни, трансмісію та озброєння. Деякі танки були зовсім роззброєні. У березні 1938 22 танки Т-24, які не підлягали ремонту, було передано прикордонникам як нерухомі вогневі точки. При цьому двигуни, трансмісію та ходову частину танків було здано як металобрухт. Останній Т-24, що знаходився у підмосковній Кубинці було знищено під час Другої світової війни, більше всього його було розібрано на металобрухт.